# Arthroleptis poecilonotus
Arthroleptis poecilonotus là một loài ếch thuộc họ Arthroleptidae.
Loài này có ở Bénin, Cameroon, Cộng hòa Congo, Cộng hòa Dân chủ Congo, Bờ Biển Ngà, Guinea Xích Đạo, Gabon, Ghana, Guinea, Guinea-Bissau, Liberia, Nigeria, Uganda, có thể cả Cộng hòa Trung Phi, có thể cả Sierra Leone, có thể cả Sudan, và có thể cả Togo.
Môi trường sống tự nhiên của chúng là vườn nông thôn, các vùng đô thị, và rừng thoái hóa nghiêm trọng.